# Kulik eskimoski
Kulik eskimoski (Numenius borealis) – gatunek średniej wielkości ptaka brodzącego z rodziny bekasowatych (Scolopacidae). Wędrowny, gniazdował w Kanadzie, zimował w Ameryce Południowej. Krytycznie zagrożony, prawdopodobnie wymarły – ostatnie pewne stwierdzenie miało miejsce w 1963. Wymieranie kulika eskimoskiego stało się motywem książki (1955) i filmu animowanego (1972) The Last of the Curlews (pl. Ostatni z kulików).

## Taksonomia
Po raz pierwszy kulika eskimoskiego opisał Johann Reinhold Forster w 1772, nadając mu nazwę Scolopax borealis. Obecnie (2021) Międzynarodowy Komitet Ornitologiczny umieszcza go w rodzaju Numenius. Holotyp pochodził z Fort Albany First Nation w Ontario. Dostarczył go Forsterowi w 1771 Andrew Graham, członek Kompanii Zatoki Hudsona, który z kolei otrzymał go od Humphreya Martena. Odnotował on również informacje dotyczące zachowania.
Gatunek monotypowy.

## Morfologia
Długość ciała wynosiła 29–38 cm, masa ciała 270–454 g, rozpiętość skrzydeł około 70 cm. W upierzeniu dominowała barwa cynamonowa. Dziób był nieco zagięty w dół, ciemnocynamonowy. Wierzch głowy ciemny, z odznaczającym się jasnym paskiem ciemieniowym. Pierś i boki ciała pokrywały V-kształtne czarne znaczki. Lotki były głównie jednobarwne (nie paskowane). Nogi niebieskoszare.

## Zasięg występowania
Kuliki eskimoskie gniazdowały w centralno-północnej Kanadzie, na południowym wybrzeżu Zatoki Amundsena; prawdopodobnie również w północnej Alasce. Zimowiska znajdowały się w Urugwaju i Argentynie, przypuszczalnie również z południowej Brazylii i w Chile.

## Ekologia i zachowanie
Środowiskiem życia kulików eskimoskich była jałowa arktyczna tundra na nizinach, u wybrzeży, porośnięta trawą, brzozami (Betula) i turzycami (Carex). Podczas jesiennej wędrówki (od czerwca do października) odwiedzały wrzosowiska, skupiska bażyny czarnej (Empetrum nigrum), pastwiska i obszary zalewane wodą w trakcie przypływu. Wędrowały około 8000 km na południe. Prawdopodobnie zimowały na podmokłej pampie i, między innymi, obszarach półpustynnych. W trakcie wędrówki na miejsca rozrodu (od marca do maja) preferowały wypalone obszary prerii; preferowanym pokarmem był (wymarły już) przedstawiciel prostoskrzydłych Melanoplus spretus. Podczas jesiennych wędrówek kuliki eskimoskie migrowały najpierw na wschód, przekraczając Zatokę Hudsona i zbierając się na wybrzeżach Labradoru oraz Nowej Anglii. Prawdopodobnie głównym pokarmem kulików eskimoskich w tym czasie były jagody bażyny czarnej (E. nigrum). Według notatki z 1861 barwny sok tych jagód odnaleźć można było w jelitach, na dziobie, nogach, piersi i gardle kulików. Zjadały również bezkręgowce odsłaniające się między pływami.
Mackay odnotował, że kuliki eskimoskie bywały nazywane Doughbirds (dosłownie ptaki z ciasta). Działo się tak z powodu ich dużych, w porównaniu do innych ptaków, rezerw tłuszczu – postrzelonym w locie ptakom po upadku na ziemię pękała skóra, odsłaniając grube pokłady tłuszczu.

### Lęgi
Okres lęgowy trwał od maja do sierpnia. Gniazda znajdywano pod koniec czerwca lub na początku lipca (tylko w latach 1821–1866). Zniesienie liczyło 4 jaja.

## Status i wymarcie

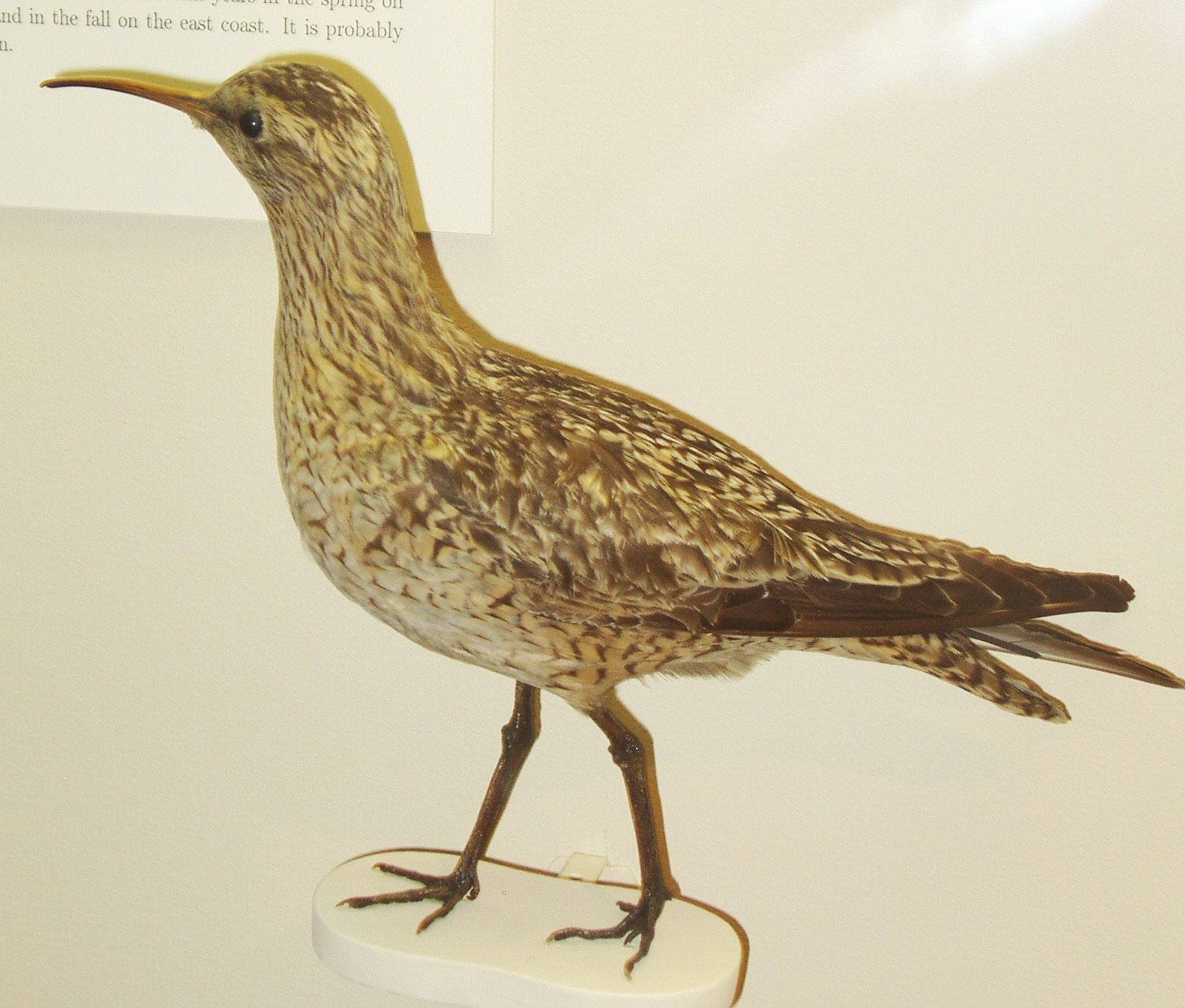
Spreparowany okaz należący do Uniwersytetu Harwardzkiego

Według stanu wiedzy z 2021 kulik eskimoski uznawany jest przez IUCN za gatunek krytycznie zagrożony i prawdopodobnie wymarły (CR-PE). Pod koniec XVIII wieku kuliki eskimoskie należały prawdopodobnie do najpospolitszych ptaków wybrzeża w Ameryce Północnej. Gwałtowne ginięcie gatunku nastało pod koniec XIX wieku. Przyczyny nie są do końca znane; przyczyniło się do tego dobre w smaku mięso w połączeniu z łagodnością, stadnością i przewidywalnym zachowaniem. Ptaki były ponadto przywiązane do stada – ranne nie oddalały się od niego. Do wymarcia przyczyniły się również zmiany w środowisku poczynione przez rozwój rolnictwa. Notatka z 1915 obrazuje skalę polowań:

Na Nowej Fundlandii i Wyspach Magdaleny w Zatoce Świętego Wawrzyńca przez wiele lat po połowie XIX wieku kuliki eskimoskie przybywały w sierpniu i wrześniu, w milionach, które przesłaniały niebo. Podczas całodziennego polowania z udziałem 25 lub 30 mężczyzn nawet 2000 kulików mogło zostać zabitych dla sklepu Kompanii Zatoki Hudsona w Cartwright na Labradorze.

Po zakazie polowań około 1916 roku stan populacji nie poprawił się. Ostatnia pewna obserwacja miała miejsce w 1963, kiedy jednego ptaka odłowiono na Barbadosie. Ostatnia obserwacja na miejscach zimowania miała miejsce w 1939.

## W kulturze
Wymieranie kulika eskimoskiego stało się motywem książki (1955) autorstwa Freda Bodswortha i filmu animowanego The Last of the Curlews (dosł. Ostatni z kulików). Książka opowiada historię kulika eskimoskiego, który nigdy nie widział innego przedstawiciela swojego gatunku, jednak instynktownie poszukuje partnerki. Autor stara się przedstawić historię, ukazując obrazowo emocje ptaków. Ostatni kulik spotyka w końcu partnerkę. Książka kończy się sceną na zaoranym polu, na którym przesiaduje para kulików. Jako ostatnie z ptaków uciekają przed nadjeżdżającym traktorem. Zrywają się, dopiero gdy kierowca z niego wysiada i oddaje strzały. Postrzelona samica umiera w locie, a ostatni z kulików, przeczekawszy noc przy jej ciele, odlatuje na Północ. Fabuła filmu animowanego z 1972, The Last of the Curlews, wyprodukowanego przez Hanna-Barbera, opiera się na książce. Film skierowany był przede wszystkim do dzieci. Zmieniono kilka szczegółów, między innymi dodano postaci ojca i syna – myśliwych. W filmie samica przeżywa noc, umiera następnego dnia po przypadkowym spłoszeniu pary kulików przez syna–myśliwego.